# Sofie Juárez
Sofie Juárez (Incles, 9 april 1991) is een  Andorrese voormalig alpineskiester. Ze nam eenmaal deel aan de Olympische Winterspelen, maar behaalde geen medaille.    

## Carrière
Juárez nam nooit deel aan een wereldbekermanche.
Op de Olympische Winterspelen 2010 in Vancouver nam ze deel aan de slalom en de reuzenslalom. In geen van beide disciplines haalde ze de finish.

## Resultaten

### Titels
Andorrees kampioene slalom - 2011

### Olympische Spelen
| Jaar | Plaats    | Resultaten                    |
| ---- | --------- | ----------------------------- |
| 2010 | Vancouver | DNF1 Slalom DNF1 Reuzenslalom |